# Saint-Étienne-de-Cuines
Saint-Étienne-de-Cuines ist eine französische Gemeinde mit 1.193 Einwohnern (Stand: 1. Januar 2022) im Département Savoie in der Region Auvergne-Rhône-Alpes. Sie gehört zum Arrondissement Saint-Jean-de-Maurienne und zum Kanton Saint-Jean-de-Maurienne (bis 2015: Kanton La Chambre). Die Einwohner werden Cuinains genannt.

## Geographie
Saint-Étienne-de-Cuines liegt etwa 38 Kilometer südöstlich von Chambéry und etwa 47 Kilometer ostnordöstlich von Grenoble am Arc, der die Gemeinde im Nordosten begrenzt, und am Glandon, der die Südostgrenze bildet. Umgeben wird Saint-Étienne-de-Cuines von den Nachbargemeinden Saint-Rémy-de-Maurienne im Norden und Nordwesten, La Chambre im Osten und Nordosten, Saint-Avre im Osten, Sainte-Marie-de-Cuines im Süden und Osten, Saint-Alban-des-Villards im Süden und Südwesten, Allevard im Westen sowie Arvillard im Nordwesten.

## Bevölkerungsentwicklung
| Jahr                       | 1962 | 1968 | 1975 | 1982 | 1990 | 1999 | 2006 | 2013 | 2021 |
| Einwohner                  | 1047 | 1034 | 1080 | 1183 | 1183 | 1208 | 1196 | 1198 | 1200 |
| Quellen: Cassini und INSEE |      |      |      |      |      |      |      |      |      |

## Sehenswürdigkeiten

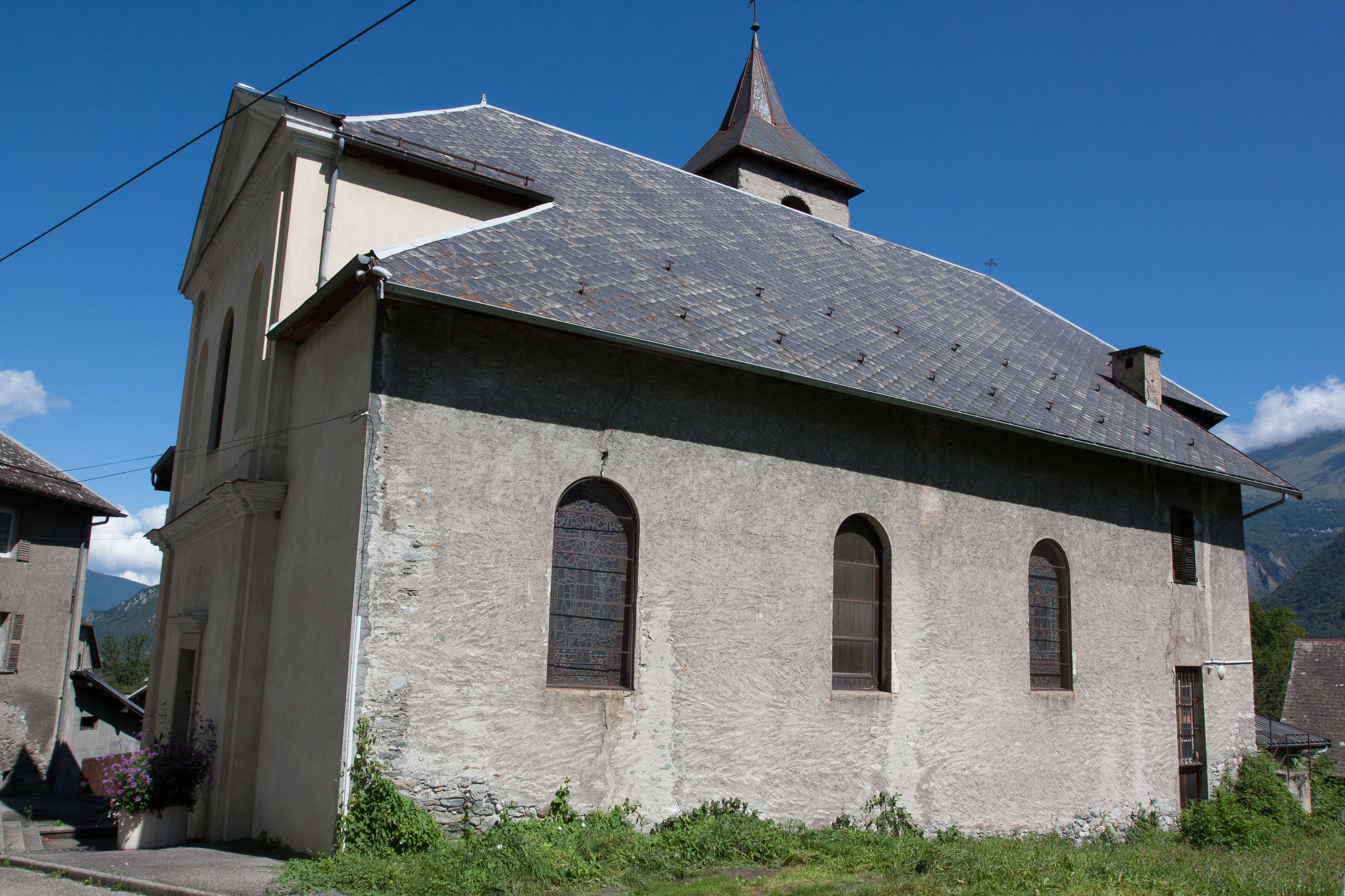
Kirche Sainte-Madeleine

- Kirche Sainte-Madeleine

## Verkehr
Nächster Bahnhof ist Saint-Avre–La Chambre an der Bahnstrecke Culoz–Modane. Er wird von TER-Regionalzügen der SNCF bedient; in der Wintersaison halten dort auch Hochgeschwindigkeitszüge (TGV) aus Paris.
Am Ostrand der Gemeinde verläuft die Autobahn A 43, die in der Nachbargemeinde Sainte-Marie-de-Cuines eine Anschlussstelle aufweist.

## Persönlichkeiten
- Jean Bozon-Verduraz (1889–1942), Flugpionier
- Muttonheads (bürgerlich: Jérôme Tissot, * 1976), Disc Jockey